# Diwaniya
Diwaniya  es una ciudad de Irak, capital de la provincia de Cadisia. En 2002, se calculaba su población en torno a unos 440.000 habitantes. La ciudad se encuentra dentro del área de Mesopotamia, cercana al río Éufrates, considerándose una de las zonas más fértiles de Irak. La ciudad se encuentra en el corredor más importante del país, que comunica Bagdad y Basora.
Diwaniya está en una zona donde las áreas semideserticas se mezclan con humedales y grandes extensiones de cultivos agrícolas. La zona es apreciada por su biodiversidad avícola.

## Guerra de 2003
En el año 2003, en el marco de la Operación Libertad Iraquí, la ciudad de Diwaniya fue ocupada por una coalición de tropas españolas e hispanoamericanas, llamada Brigada Plus Ultra. El 28 de agosto del mismo año, se tomó el relevo a las tropas americanas que permanecían en la ciudad. Se funda así la Base España, cuartel general de la brigada. El Comandante Palacios Gragera hizo las funciones de alcalde de Diwaniya, hasta el fin del 1.er relevo, cuando fue sustituido por un iraquí. La presencia de las tropas españolas duró hasta el 27 de abril de 2004, cuando fueron retiradas por el gobierno socialista de Zapatero.
Tras la retirada española, la ciudad fue controlada por la insurgencia y por leales a Muktada al-Sader. Fue escenario de la Operación Black Eagle desarrollada por tropas americanas y polacas en abril de 2007.

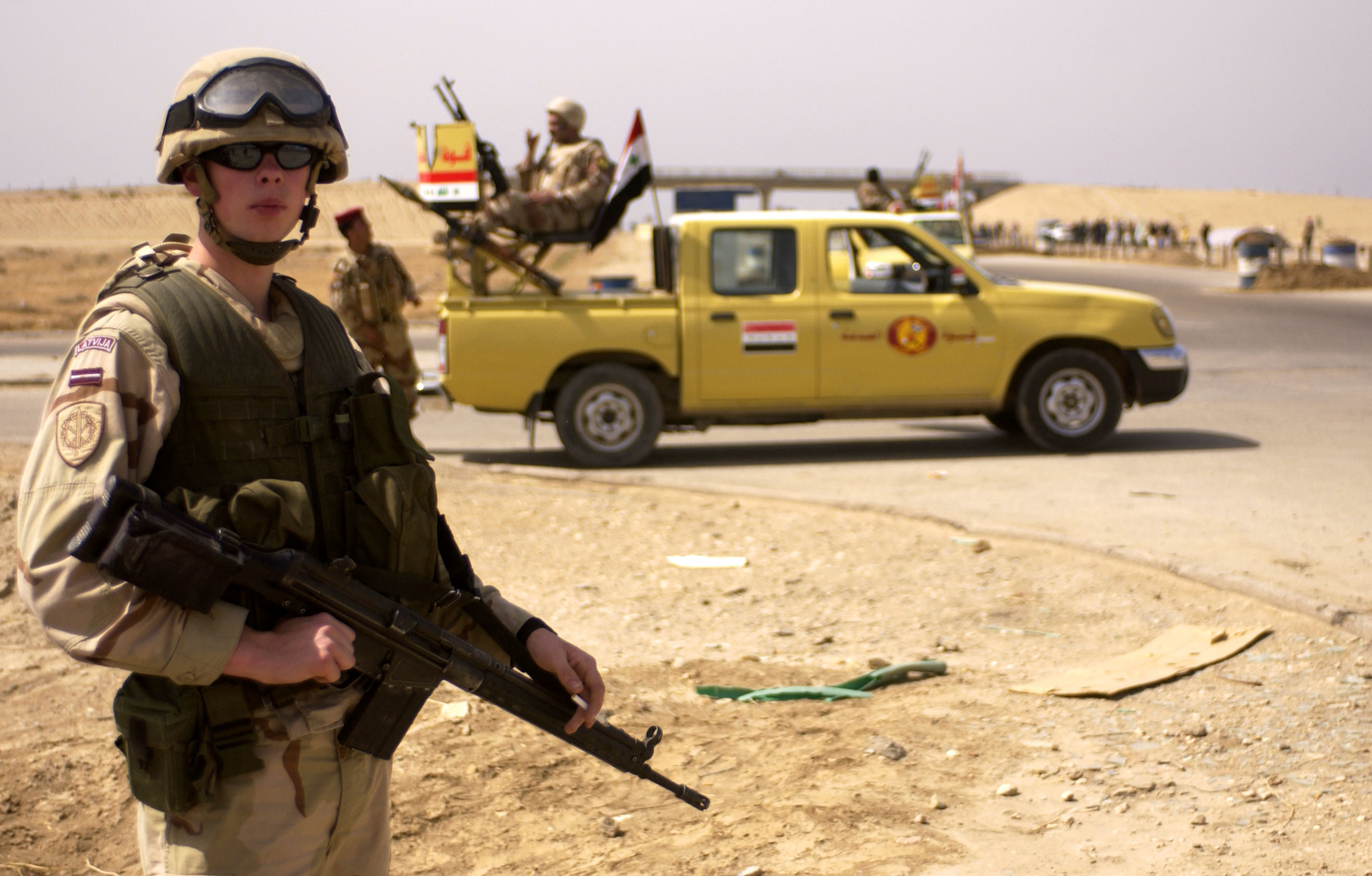
Soldado de la coalición en Diwaniya